# Тилака
О деятеле индуистского национализма см. статью Тилак, Бал Гангадхар
Ти́лака или ти́лак (санскр. तिलक, IAST: tilaka) — священный знак, который последователи индуизма наносят глиной, пеплом, сандаловой пастой или другим веществом на лоб и другие части тела. Виды тилаки отличаются у последователей разных направлений индуизма и, среди прочего, служат опознавательным знаком, говоря о принадлежности к той или иной религиозной традиции. Тилака может наноситься ежедневно или только в особых случаях.

## Терминология
На хинди слово произносится как тилак и часто так же и пишется. В Непале, Бихаре и некоторых других регионах тилаку также называют тика, и она представляет собой смесь абира, красного порошка, йогурта и рисовой муки.

## Значение и разновидности тилаки
Тилака одновременно является украшением и отличительным знаком. Её используют последователи различных течений в индуизме как знак принадлежности к определённой традиции. В одном из гимнов «Ригведы» описывается богиня утра Уша — супруга бога солнца Сурьи. Говорится что она наносит на лоб красную точку, которая символизирует восходящее солнце. Значение тилаки и способ её наложения описывается в «Васудева-упанишаде». Различные направления в индуизме используют разные материалы для изготовления тилаки и различные формы её наложения:
- Шиваиты обычно используют пепел и наносят тилаку на лоб в форме трёх горизонтальных линий, которые называются трипундра.
- Вайшнавы используют глину из священных рек (таких как Ямуна) или святых мест паломничества (таких как Вриндаван), которую иногда смешивают с сандаловой пастой. Они накладывают тилаку в форме двух вертикальных линий, соединяющихся вместе между бровями, а последователи некоторых направлений вайшнавизма также накладывают тилаку на переносицу в форме листка туласи. Вайшнавская тилака называется урдхва-пундра.
- Последователи Ганеши используют красную сандаловую пасту (ракта-чандана)[2].
- Шакты используют кумкум, или красный порошок из турмерика. Они наносят тилаку в форме красной вертикальной линии или просто точки.
- Раджа-тилака или вира-тилака — особая тилака в форме красной вертикальной линии на лбу. Раджа-тилака используется при коронации царей или при приёме важных гостей. Вира-тилака наносится лидерам победившей стороны в войне или в игре.

### Вайшнавская тилака

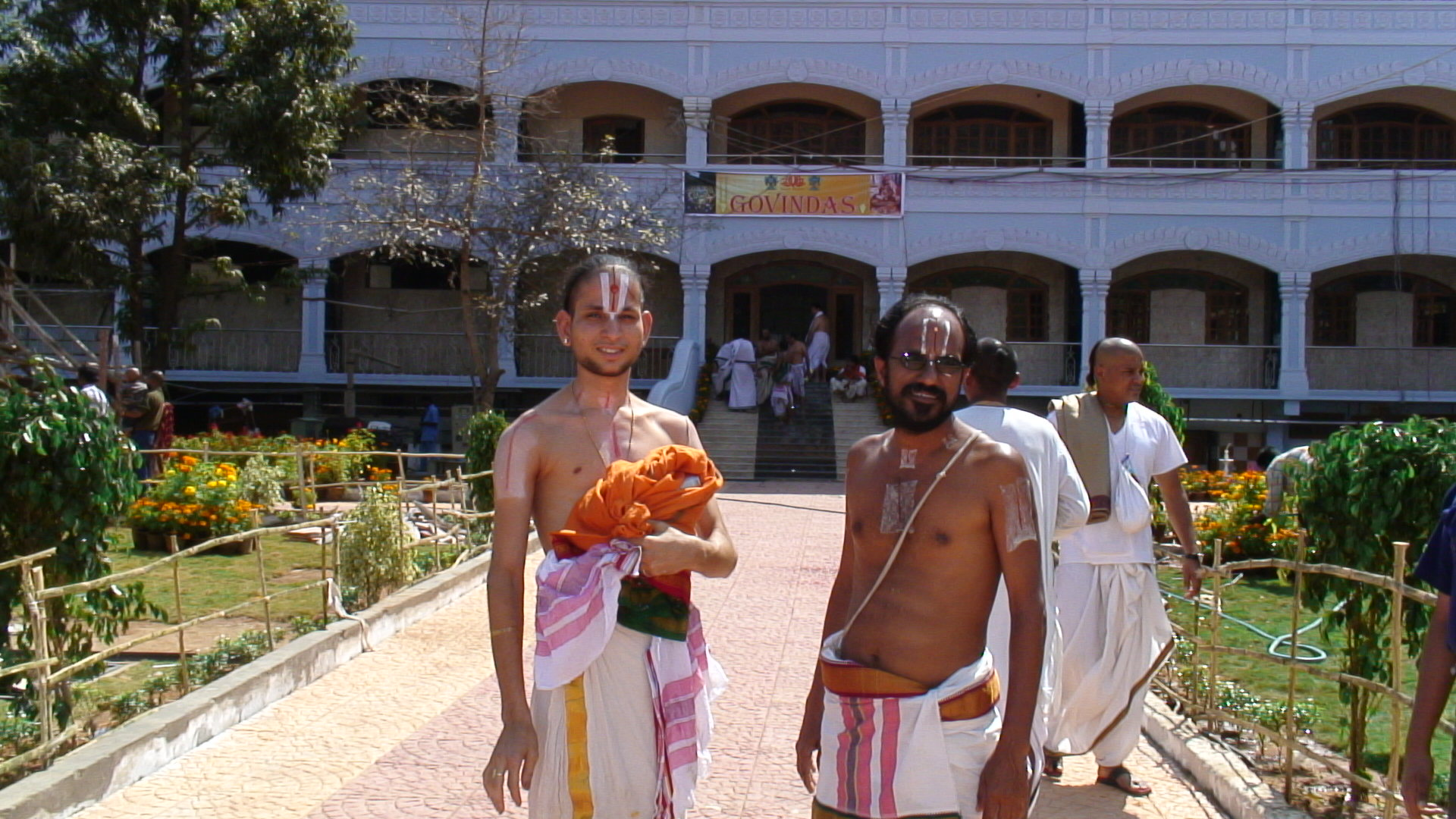
Пример шри-вайшнава тилаки. Тирупати, Индия

Последователи вайшнавизма наносят тилаку с целью показать то, что они являются последователями Вишну. Существует несколько видов вайшнавской тилаки, по которым можно определить, к какой школе или сампрадае принадлежит вайшнав. Отличительная особенность вайшнавской тилаки заключается в том, что она состоит из двух вертикальных линий, соединяющихся внизу, символизируя таким образом стопу Вишну.

#### Пуштимарга
В традиции пуштимарга, также известной как рудра-сампрадая или валлабха сампрадая, тилаку наносят в виде одной вертикальной красной линии, которая символизирует Ямуну-деви. Последователи пуштимарги поклоняются Кришне в форме Шри Натхджи или в форме холма Говардханы, а река Ямуна является супругой холма Говардхана. Весь процесс поклонения и предания Кришне в этой традиции осуществляется через посредство Ямуны.

#### Мадхва-сампрадая
Последователи мадхва-сампрадаи наносят тилаку из двух вертикальных линий, олицетворяющих «лотосные стопы» Кришны. Между этими двумя линиями наносится третья линия чёрного цвета из пепла совершаемого ежедневно огненного жертвоприношения — «яджна-кунды». В этой сампрадае процесс поклонения включает в себя обязательное совершение «нитья-хомы» — ежедневных огненных жертвоприношений, посвящённых Нараяне или Кришне. Пепел, оставшийся после яджны, используется для нанесения тилаки. Под чёрной линией добавляется жёлтая или красная точка, олицетворяющая Лакшми или Радху. Те, кто не совершают ежедневные огненные жертвоприношения, наносят тилаку, состоящую только из двух вертикальных линий.

#### Шри-вайшнавизм
Последователи шри-вайшнавизма наносят тилаку в форме двух вертикальных линий, символизирующих стопы Нараяны, с красной линией посередине, олицетворяющей Лакшми и маленькой линией на переносице, которая представляет собой гуру. Лакшми считается основателем сампрадаи шри-вайшнавов и шри-вайшнавы поклоняются Нараяне через Лакшми, соответственно их тилака отражает принятие прибежища в Господе («шаранагати»), которое иногда называют «прапатти». Шаранагати, процесс полного посвящения себя Вишну как Венкатешваре или Баладжи, рассматривается последователями сампрадаи шри-вайшнавизма как самая действенная и возвышенная религиозная практика в настоящую эпоху, Кали-югу.
Подобную тилаку также используют последователи вайшнавского святого XV века Раманади, которые толкуют её в контексте Рамы и Ситы, так как их религиозное поклонение обращено именно к ним, а не к Лакшми и Нараяне, как в шри-вайшнавизме.

#### Гаудия-вайшнавизм
В гаудия-вайшнавизме тилака обычно приготавливается из глины Вриндавана. Основная тилака практически идентична тилаке, используемой последователями мадхва-сампрадаи. Небольшие различия возникли из-за того, что гаудия-вайшнавы отводят первостепенную роль воспеванию имён Бога — джапе или киртану, которое среди последователей Чайтаньи считается самой важной религиозной практикой в эту эпоху Кали-югу, гораздо более значимой, чем, например, совершение огненных жертвоприношений. Именно поэтому чёрная линия, наносимая пеплом жертвоприношений последователями мадхва-сампрадаи, не используется гаудия-вайшнавами. Другое отличие заключается в способе предания Кришне, постижения Кришны. Гаудия-вайшнавы, следуя линии своего основателя Чайтаньи, поклоняются Радхе и Кришне через посредничество одного из близких преданных или слуг божественной четы, такой как Туласи. Поэтому, вместо красной точки, которая символизирует Лакшми или Радху в мадхва-сампрадае, используется рисунок на переносице в форме листка туласи, предложенного к стопам Кришны. Гаудия-вайшнавы считают, что только по милости Туласи или другого чистого бхакты можно достичь высшего совершенства жизни — обрести чистую любовь к Радхе и Кришне.

#### Нимбарка-сампрадая
Последователи нимбарка-сампрадаи, в соответствии с описаниями в «Васудева-упанишаде», используют тилаку, изготовленную из гопи-чанданы — глины из озера Гопи-кунда в Двараке, Гуджарат. Тилаку наносят в виде двух вертикальных линий на лбу, которые олицетворяют храм Бога. Между бровей ставится чёрная точка. Для этого используется земля из Варшаны, Уттар-Прадеш — святого места паломничества, в котором более 5 тыс. лет назад родилась Радха. Тилака последователей нимбарка-сампрадаи олицетворяет Бога как Радху и Кришну вместе, отражая богословие традиции, в котором Радха и Кришна выступают как женская и мужская формы Бога. Данный способ употребления тилаки был передан Нимбарке во время обряда посвящения в ученики от ведийского риши Нарады и передаётся в нимбарка-сампрадае от гуру к ученику во время церемонии посвящения в ученики, после которой каждый день, перед тем как нанести тилаку на лоб, ученик вспоминает своего духовного учителя.

## Использование среди женщин

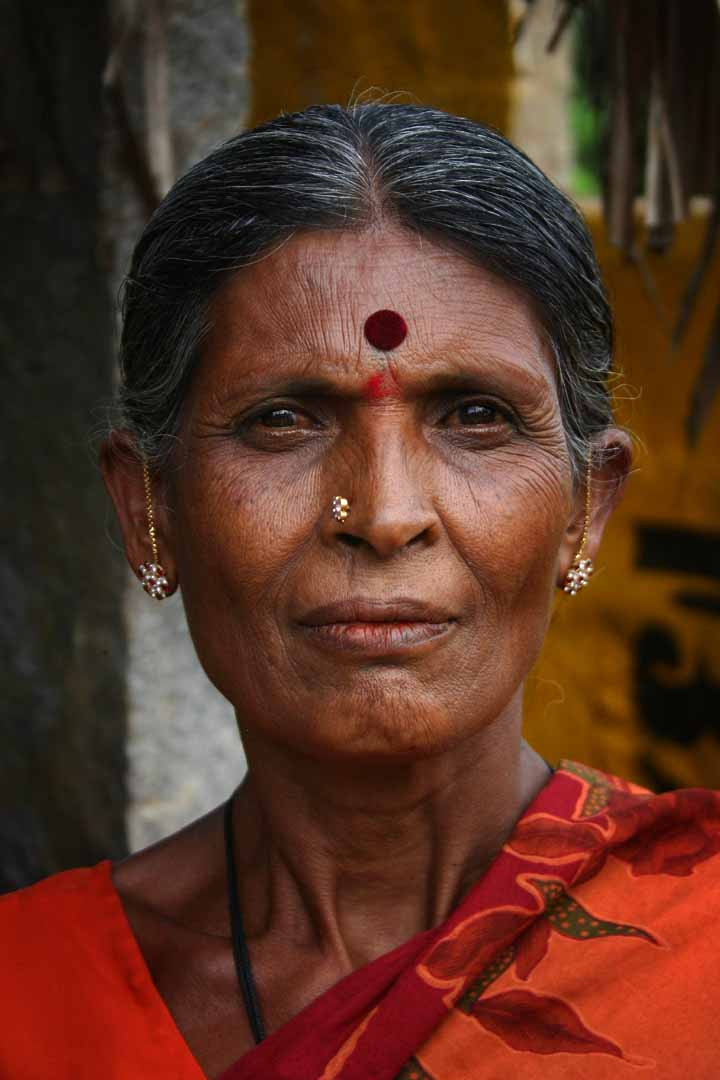
Индийская женщина с тилакой и бинди

Традиция использования тилаки женщинами в Индии насчитывает тысячелетия. Тилака как украшение используется женщинами всех вероисповеданий и не является принадлежностью только последователей индуизма. Женщины обычно накладывают тилаку в форме точек, называемых бинди, а не в форме горизонтальных или вертикальных линий, как это делают мужчины. Для такого рода женской тилаки обычно используется термин «бинди». Бинди могут быть больших или маленьких размеров. Для обозначения бинди также используются такие термины, как синдур, кастури или кумкум — в зависимости от используемых веществ. Синдур индийские женщины используют для покраски пробора волос, что указывает на то, что женщина замужем.